# Tour de Suisse 1977
Die 41. Tour de Suisse fand vom 15. bis 24. Juni 1977 statt. Sie wurde in elf Etappen und einem Prolog über eine Distanz von 1582,2 Kilometern ausgetragen. Die 4. Etappe wurde als Bergzeitfahren und die 1. Etappe als Einzelzeitfahren ausgetragen.
Gesamtsieger wurde der Belgier Michel Pollentier. Die Rundfahrt startete in Baden mit 79 Fahrern, von denen 56 Fahrer am letzten Tag in Effretikon ins Ziel kamen. Die Durchschnittsgeschwindigkeit des Siegers betrug 37,825 km/h.

## Etappen
| Etappe     | Tag      | Start – Ziel          | km    | Etappensieger     | Gesamtwertung     |
| ---------- | -------- | --------------------- | ----- | ----------------- | ----------------- |
| Prolog     | 15. Juni | Baden – Baldegg       | 4     | Michel Pollentier | Michel Pollentier |
| 1. Etappe  | 16. Juni | Baden – Widnau        | 159   | Freddy Maertens   | Michel Pollentier |
| 2. Etappe  | 17. Juni | Wildnau – Möhlin      | 216   | René Dillen       | Michel Pollentier |
| 3. Etappe  | 18. Juni | Möhlin – Olten        | 108,5 | Michel Pollentier | Michel Pollentier |
| 4. Etappe  | 18. Juni | Olten (BZF)           | 9,8   | Michel Pollentier | Michel Pollentier |
| 5. Etappe  | 19. Juni | Olten – Meiringen     | 227   | Meinrad Vögele    | Michel Pollentier |
| 6. Etappe  | 20. Juni | Meiringen – Fiesch    | 226,5 | Willy De Geest    | Michel Pollentier |
| 7. Etappe  | 21. Juni | Fiesch – Bellinzona   | 146   | Eddy Merckx       | Michel Pollentier |
| 8. Etappe  | 22. Juni | Bellinzona – Bürglen  | 151   | Lucien Van Impe   | Michel Pollentier |
| 9. Etappe  | 23. Juni | Bürglen – Flumserberg | 166   | Lucien Van Impe   | Michel Pollentier |
| 10. Etappe | 24. Juni | Flumserberg – Illnau  | 149   | Bruno Wolfer      | Michel Pollentier |
| 11. Etappe | 24. Juni | Effretikon (EZF)      | 19,4  | Michel Pollentier | Michel Pollentier |